# Calyptranthes
Calyptranthes (sinónimos botânicos: Chytraculia, Chytralia) é um género botânico pertencente à família Myrtaceae, com muitas das suas espécies nativas da América do Sul.

## Espécies
- Calyptranthes acevedoi, Alain H.Liogier
- Calyptranthes acunae, A.Borhidi & O.Muniz
- Calyptranthes acutissima, Urb.
- Calyptranthes affinis, O.Berg
- Calyptranthes aguilarii, Standley & Steyerm.
- Calyptranthes albicans, A.Borhidi
- Calyptranthes amarulenta, B.K.Holst
- Calyptranthes amoena, Pilg.
- Calyptranthes amshoffae, McVaugh
- Calyptranthes anacletoi, A.Borhidi & O.Muniz
- Calyptranthes anceps, O.Berg
- Calyptranthes angustifolia, Kiaersk.
- Calyptranthes apicata, (C.Wright ex Griseb.) Urb.
- Calyptranthes apoda, McVaugh
- Calyptranthes arborea, Urb. & Ekman
- Calyptranthes arenicola, Urb.
- Calyptranthes aromatica, A.St.-Hil.
- Calyptranthes axillaris, O.Berg
- Calyptranthes banilejoana, Alain H.Liogier
- Calyptranthes baracoensis, A.Borhidi
- Calyptranthes barkeri, Ekman & Urb.
- Calyptranthes bartlettii, Standley
- Calyptranthes belizensis, (Standley) Lundell
- Calyptranthes bergii, Krueg et Urban ex Urban
- Calyptranthes bialata, Urb.
- Calyptranthes bimarginata, O.Berg
- Calyptranthes bipennis, O.Berg
- Calyptranthes blanchetiana, O.Berg
- Calyptranthes boldinghii, Urb.
- Calyptranthes bracteata, M.L.Kawasaki & B.K.Holst
- Calyptranthes bracteosa, Urb. & Ekman
- Calyptranthes brasiliensis, Spreng.
- Calyptranthes brevispicata, McVaugh
- Calyptranthes bullata, DC.
- Calyptranthes calderonii, Standley
- Calyptranthes calophylla, Urb. & Ekman
- Calyptranthes caliptrata, Griseb.
- Calyptranthes canaliculata, McVaugh
- Calyptranthes canapuensis, Urb.
- Calyptranthes capitata, G.R.Proctor
- Calyptranthes capitellata, Buch.-Ham.ex Wall.
- Calyptranthes cardiophylla, Urb.
- Calyptranthes caroli, Britton & P.Wilson
- Calyptranthes caryophyllata, Pers.
- Calyptranthes caryophyllifolia, Willd.
- Calyptranthes caudata, Gardner
- Calyptranthes cephalantha, O.Berg
- Calyptranthes chiapensis, Lundell
- Calyptranthes chrysophylloides, Urb. & Ekman
- Calyptranthes chytraculia, Sw.
- Calyptranthes clarendonensis, Proctor
- Calyptranthes clarensis, Britton & P.Wilson
- Calyptranthes clementis, Britton & P.Wilson
- Calyptranthes clusiaefolia, (Miq.) Berg in Mart.
- Calyptranthes collina, Urb.
- Calyptranthes compressa, Urb.
- Calyptranthes concinna, DC.
- Calyptranthes contrerasii, Lundell
- Calyptranthes cordata, O.Berg
- Calyptranthes cordifolia, Moon
- Calyptranthes corymbosa, C.Blume
- Calyptranthes costaricensis, O.Berg
- Calyptranthes costata, Buch.-Ham.
- Calyptranthes crebra, McVaugh
- Calyptranthes cristalensis, A.Borhidi
- Calyptranthes cubensis, O.Berg
- Calyptranthes cumini, Pers.
- Calyptranthes cuminodora, Stokes
- Calyptranthes cuneata, Buch -Ham.ex Wall.
- Calyptranthes cuneifolia, Lundell
- Calyptranthes cuprea, O.Berg
- Calyptranthes cuspidata, Mart.ex DC.
- Calyptranthes danca, Buch.-Ham.ex Wall.
- Calyptranthes dardanoi, J.R.Mattos
- Calyptranthes decandra, Griseb.
- Calyptranthes densa, DC.
- Calyptranthes densiflora, Poepp.ex Berg
- Calyptranthes densifolia, Urb. & Ekman
- Calyptranthes depressa, Urb.
- Calyptranthes dichotoma, Casar.
- Calyptranthes discolor, Urb.
- Calyptranthes dryadica, M.L.Kawasaki
- Calyptranthes dumetorum, Alain
- Calyptranthes dusenii, Kausel
- Calyptranthes ekmanii, Urb. & Urb.
- Calyptranthes elegans, Krug & Urb.
- Calyptranthes elongata, Urb.
- Calyptranthes enneantha, Wright in Sauvalle
- Calyptranthes eriocephala, Urb.
- Calyptranthes eriopoda, DC.
- Calyptranthes ermitensis, A.Borhidi
- Calyptranthes estremenae, Alain H.Liogier
- Calyptranthes eugenioides, Cambess. in A.St.-Hil.
- Calyptranthes eugeniopsoides, C.D.Legrand & Kausel
- Calyptranthes eugerioides, Seem.
- Calyptranthes euryphylla, Standley
- Calyptranthes exasperata, A.Borhidi
- Calyptranthes fasciculata, O.Berg
- Calyptranthes fastigiata, O.Berg
- Calyptranthes fawcettii, Krug & Urb.
- Calyptranthes ferruginea, (A.Rich.) Krug & Urb.
- Calyptranthes flavo-viridis, Urb.
- Calyptranthes floribunda, Blume
- Calyptranthes florifera, McVaugh
- Calyptranthes fluviatilis, Lundell
- Calyptranthes forsteri, O.Berg
- Calyptranthes fragrans, Ruiz ex Berg
- Calyptranthes fusiformis, M.L.Kawasaki
- Calyptranthes garciae, Alain & M. Mejía
- Calyptranthes gigantifolia, McVaugh
- Calyptranthes glabrescens, Krug & Urban
- Calyptranthes glazioviana, Kiaersk.
- Calyptranthes glomerata, Cambess.
- Calyptranthes gracilipes, Wright in Sauvalle
- Calyptranthes grammica, (Spreng.) C.D.Legrand
- Calyptranthes grandiflora, Berg
- Calyptranthes grandifolia, O.Berg
- Calyptranthes grandis, Buch.-Ham.ex Wall.
- Calyptranthes guayabillo, Alain H.Liogier
- Calyptranthes guineensis, Willd.
- Calyptranthes hatschbachii, Diego Legrand
- Calyptranthes heinerana, Kausel
- Calyptranthes heineriana, Kausel
- Calyptranthes hernandezii, McVaugh
- Calyptranthes heterochroa, Urb.
- Calyptranthes heteroclada, Urb. & Ekman
- Calyptranthes hintonii, Lundell
- Calyptranthes hondurensis, Standley
- Calyptranthes hotteana, Urb. & Ekman
- Calyptranthes hylobates, Standley ex Amshoff
- Calyptranthes impressa, Urb.
- Calyptranthes insularis, J.Bisse
- Calyptranthes involucrata, Urb. & Ekman
- Calyptranthes iraiensis, Mattos
- Calyptranthes izabalana, Lundell
- Calyptranthes jambolana, Moon
- Calyptranthes jambolifera, Stokes
- Calyptranthes jimenoana, Alain H.Liogier
- Calyptranthes johnstonii, McVaugh
- Calyptranthes karlingii, Standley
- Calyptranthes karwinskyana, O.Berg
- Calyptranthes killipii, Standley
- Calyptranthes kleinii, C.D.Legrand
- Calyptranthes krugii, Kiaersk.
- Calyptranthes krugioides, McVaugh
- Calyptranthes laevigata, Urb. & Ekman
- Calyptranthes lanceolata, O.Berg
- Calyptranthes langsdorffi, Berg
- Calyptranthes langsdorffii, O.Berg
- Calyptranthes lateriflora, DC.
- Calyptranthes latifolia, Poir.
- Calyptranthes laxiflora, Blume
- Calyptranthes leonis, A.Borhidi & O.Muniz
- Calyptranthes lepida, McVaugh
- Calyptranthes leptoclada, Urb.
- Calyptranthes levisensis, J.Bisse & A.Rodríguez
- Calyptranthes lilloi, Speg.
- Calyptranthes limoncillo, Alain H.Liogier
- Calyptranthes lindeniana, O.Berg
- Calyptranthes linearis, Alain
- Calyptranthes litoralis, Urb. & Ekman
- Calyptranthes lomensis, Urb.
- Calyptranthes longifolia, O.Berg
- Calyptranthes longipedunculata, Mattos
- Calyptranthes loranthifolia, DC.
- Calyptranthes lozanoi, Parra-Os.
- Calyptranthes lucida, Mart. ex DC.
- Calyptranthes luetzelburgii, Burret ex Luetzelb.
- Calyptranthes luquillensis, Alain
- Calyptranthes macrantha, Standley & Steyerm.
- Calyptranthes macrophylla, O.Berg
- Calyptranthes maestrensis, Urb.
- Calyptranthes makal, Raeusch.
- Calyptranthes makul, Blanco
- Calyptranthes malabarica, Dennst.
- Calyptranthes mammosa, Lundell
- Calyptranthes mangiferifolia, Hance ex Walp.
- Calyptranthes marmeladensis, Urb. & Ekman
- Calyptranthes martiusiana, DC.
- Calyptranthes martorellii, Alain H.Liogier
- Calyptranthes maschalantha, O.Berg
- Calyptranthes maxima, McVaugh
- Calyptranthes maxonii, Britton & Urb.
- Calyptranthes mayana, Lundell
- Calyptranthes mayarensis, A.Borhidi
- Calyptranthes megistophylla, Standley
- Calyptranthes melanoclada, O.Berg
- Calyptranthes meridensis, Steyerm.
- Calyptranthes mexicana, Lundell
- Calyptranthes micrantha, Wright ex Griseb.
- Calyptranthes millspaughii, Urb.
- Calyptranthes minutiflora, A.Borhidi
- Calyptranthes mirabilis, J.Bisse & A.Rodríguez
- Calyptranthes moaensis, Alain
- Calyptranthes monocarpa, Urb.
- Calyptranthes montana, Britton & Wilson
- Calyptranthes mornicola, Urb.
- Calyptranthes multiflora, Poepp.ex Berg
- Calyptranthes munizii, A.Borhidi
- Calyptranthes musciflora, Berg
- Calyptranthes mutabilis, O.Berg
- Calyptranthes myrcioides, Urb. & Ekman
- Calyptranthes myrtoides, Seem.
- Calyptranthes nigricans, DC.
- Calyptranthes nipensis, A.Borhidi & O.Muniz
- Calyptranthes nitida, Raeusch.
- Calyptranthes nodosa, Urb.
- Calyptranthes nummularia, Berg & Urb.
- Calyptranthes oblanceolata, Urb.
- Calyptranthes oblongifolia, R.A.Howard
- Calyptranthes obovata, Krueg et Urban ex Urban
- Calyptranthes obscura, DC.
- Calyptranthes obtusa, Benth.
- Calyptranthes obtusifolia, Buch.-Ham.ex Wall.
- Calyptranthes obversa, O.Berg
- Calyptranthes oleina, Wight
- Calyptranthes oligantha, Urb.
- Calyptranthes oreophila, Speg. in Speg. & Girola
- Calyptranthes ottonis, Wright in Sauvalle
- Calyptranthes ovalifolia, Cambess.
- Calyptranthes ovata, O.Berg
- Calyptranthes ovoidea, McVaugh
- Calyptranthes pachyadenia, Urb. & Ekman
- Calyptranthes pallens, Griseb.
- Calyptranthes palustris, Urb. & Ekman
- Calyptranthes paniculata, Raeusch.
- Calyptranthes paradoxa, Urb.
- Calyptranthes paraguayensis, Barb.Rodr.ex Chod. & Hassl.
- Calyptranthes pauciflora, O.Berg
- Calyptranthes paxillata, McVaugh
- Calyptranthes peduncularis, Alain
- Calyptranthes pendula, O.Berg
- Calyptranthes peninsularis, J.Bisse
- Calyptranthes pereireana, J.R.Mattos & D.Legrand
- Calyptranthes perlaevigata, Lundell
- Calyptranthes petenensis, Lundell
- Calyptranthes picachoana, Urb. & Ekman
- Calyptranthes picardae, Krueg et Urban ex Urban
- Calyptranthes pileata, C.D.Legrand
- Calyptranthes pinetorum, Britton & P.Wils.ex Britton
- Calyptranthes pitoniana, Urb. & Ekman
- Calyptranthes pittieri, Standley
- Calyptranthes platyphylla, O.Berg
- Calyptranthes pleophlebia, Diels
- Calyptranthes plicata, McVaugh
- Calyptranthes pocsiana, A.Borhidi
- Calyptranthes poeppigiana, O.Berg
- Calyptranthes pohliana, O.Berg
- Calyptranthes pollicina, Willem.
- Calyptranthes polyantha, O.Berg
- Calyptranthes polyneura, Urb.
- Calyptranthes polysticta, Urb.
- Calyptranthes portoricensi, Britton
- Calyptranthes pozasiana, Urb.
- Calyptranthes proctorii, P.Acevedo-Rodríguez
- Calyptranthes protracta, Urb.
- Calyptranthes pseudoapoda, J.Bisse & A.Rodríguez
- Calyptranthes pseudomoaensis, A.Borhidi & O.Muniz
- Calyptranthes pteropoda, O.Berg
- Calyptranthes pulchella, DC.
- Calyptranthes pullei, Burret ex Amshoff
- Calyptranthes punctata, Griseb.
- Calyptranthes pyrifolia, Blume
- Calyptranthes quinoensis, J.R.Mattos
- Calyptranthes racemosa, Blume
- Calyptranthes ramiflora, Blanco
- Calyptranthes ramosissima, Urb.
- Calyptranthes ranulphii, C.D.Legrand
- Calyptranthes regeliana, O.Berg
- Calyptranthes reitziana, C.D.Legrand
- Calyptranthes restingae, M.Sobral
- Calyptranthes rhodophylla, Ekman & Urb.
- Calyptranthes rigida, Macf.ex Griseb.
- Calyptranthes rostellata, J.R.Mattos & D.Legrand
- Calyptranthes rostrata, Blume
- Calyptranthes rotundata, Griseb.
- Calyptranthes rubella, (Berg) C.D.Legrand
- Calyptranthes rufa, O.Berg
- Calyptranthes rufescens, J.R.Mattos & D.Legrand
- Calyptranthes rufotomentosa, McVaugh
- Calyptranthes ruiziana, O.Berg
- Calyptranthes rupicola, Urb.
- Calyptranthes salamensis, Lundell
- Calyptranthes salicifolia, Urb. & Ekman
- Calyptranthes samuelssonii, Urb. & Ekman
- Calyptranthes schiedeana, O.Berg
- Calyptranthes schiediana, Berg
- Calyptranthes schlechtendaliana, O.Berg
- Calyptranthes scoparia, O.Berg
- Calyptranthes seemanni, Seem.
- Calyptranthes selleana, Urb. & Ekman
- Calyptranthes sericea, Griseb.
- Calyptranthes sessilis, McVaugh
- Calyptranthes simulata, McVaugh
- Calyptranthes sintenisii, Kiaersk.
- Calyptranthes smithii, McVaugh
- Calyptranthes sordida, Urb. & Ekman
- Calyptranthes speciosa, Sagot
- Calyptranthes spicata, Amshoff
- Calyptranthes spruceana, O.Berg
- Calyptranthes strigipes, O.Berg
- Calyptranthes subcapitata, Urb.
- Calyptranthes syzygium, Sw.
- Calyptranthes tatna, Buch.-Ham.ex Wall.
- Calyptranthes tenuipes, McVaugh
- Calyptranthes tenuis, Buch.-Ham.ex Wall.
- Calyptranthes terniflora, Urb. & Ekman
- Calyptranthes tessmannii, Burret ex McVaugh
- Calyptranthes tetraptera, O.Berg
- Calyptranthes thomasiana, O.Berg
- Calyptranthes toaensis, A.Borhidi
- Calyptranthes tobagensis, Krueg et Urban ex Urb.
- Calyptranthes tonduzii, Donn.Sm.
- Calyptranthes tonii, Lundell
- Calyptranthes tovarensis, (Berg) Steyerm.
- Calyptranthes tricona, C.D.Legrand
- Calyptranthes tridymantha, Diels
- Calyptranthes triflora, Alain
- Calyptranthes triflorum, Alain
- Calyptranthes tuberculata, O.Berg
- Calyptranthes tumidonodia, Schery
- Calyptranthes tussaceana, O.Berg
- Calyptranthes umbelliformis, Krueg et Urban ex Urban
- Calyptranthes uniflora, G.R.Proctor
- Calyptranthes urbanii, Fawcett & Rendle
- Calyptranthes urophylla, Standley & L.O.Williams
- Calyptranthes ursina, G.M.Barroso & A.L.Peixoto
- Calyptranthes variabilis, O.Berg
- Calyptranthes venulosa, Lundell
- Calyptranthes vexata, McVaugh
- Calyptranthes warmingiana, Kiaersk.
- Calyptranthes widgreniana, O.Berg.
- Calyptranthes williamsii, Standley
- Calyptranthes wilsonii, Griseb.
- Calyptranthes woodburyi, A.H.Liogier
- Calyptranthes yaquensis, Urb. & Ekman
- Calyptranthes yaraensis, Urb.
- Calyptranthes zanquinensis, Ant.Molina
- Calyptranthes zuzygium, Blanco